# Lymfangiom
Lymfangiom är en medfödd men godartad tumörsjukdom i lymfsystemet, som ger hudproblem och subkutana problem. Det är en mycket ovanlig sjukdom. Av alla benigna kärltumörer hos barn står lymfangiom för ungefär 25%.
Kutant lymfangiom (lymfangiom i huden) har varaktiga kluster av blåsor med lymfvätska. Cystisk lymfangiom (även "cystisk hygrom") uppträder som svullnader i mjukdelar som beror på cystor under huden som fyllts med lymfvätska.
Eftersom lymfangiom är medfödd brukar den upptäckas tidigt i livet. I ungefär hälften av fallen ställs diagnosen vid födseln.
Lymfangiom ska skiljas från andra tumörer i lymfsystemet, såsom lymfangiomyom och lymfangiosarcom.